# Klaus Kotzmann
Klaus Kotzmann (17 de enero de 1960) es un deportista de la RDA que compitió en esgrima, especialista en la modalidad de florete. Ganó una medalla de plata en el Campeonato Mundial de Esgrima de 1983 en la prueba por equipos.

## Palmarés internacional
| Campeonato Mundial | Campeonato Mundial | Campeonato Mundial | Campeonato Mundial  |
| Año                | Lugar              | Medalla            | Prueba              |
| ------------------ | ------------------ | ------------------ | ------------------- |
| 1983               | Viena (Austria)    | Medalla de plata   | Florete por equipos |